# Dismal Mountains
Die Dismal Mountains (englisch für Düstere Berge) sind eine Gruppe von Nunatakkern im ostantarktischen Enderbyland. Sie ragen 56 km südwestlich des Rayner Peak auf.
Luftaufnahmen entstanden 1956 im Rahmen der Australian National Antarctic Research Expeditions. Der australische Geodät Graham Alexander Knuckey (1932–1969) nahm bei einer Hundeschlittenfahrt von der Amundsenbucht zur Mawson-Station im Dezember 1958 Vermessungen vor. Das Gebirge ist häufig wolkenverhangen, was zu seiner Benennung führte.